# Маркијан (рођак Јустина II)
Маркијан (латински: Marcianus, грчки: Μαρκιανος) био је византијски генерал и сродник цара Јустина II.
Према Јовану Малали, он је био Јустинов рођак и нећак Јустинијана I, док Михаило Сиријски извјештава да је његова мајка била Јустинова тетка по мајци.
Учествовао је у римско-персијском рату 572–591:
"Маркијан, рођак цара Јустина, који је постављен за заповедника на Истоку, послат је против Хозроја I у осмој години Јустинове владавине [573]. Јован, војсковођа Јерменије и Мираније, персијски вођа (који се такође звао Бараманеје), сакупљало су војску како би му се супротстави. Јерменима су се придружили Колхијаци, Абхази и Сароје, краљ Алани; Мираније Сабири, Даганије и племе Дилмаини. "
- Фотије, Мириобиблон
Маркијан је победио Миранија у бици на Саргатону код Нисибиса и пустио га да се да у бег; Убијено је 1200 Персијанаца и седамдесет заробљено, а римских губици су износили само седаморо људи. Тада је Маркијан опсео Нисибиса и Теоботона. Када је чуо за ово, Хозроје I је окупио 40.000 коњице и више од 100.000 пешадије и пожурио у помоћ да нападне Римљане. У међувремену је Маркјиан био оптужен да има претензије на царски престо. Јустин, уверен у истинитост оптужбе, отпустио га је из заповедништва и умјсто њега поставио Теодора, сина Јустинијановог презимена Тзирус. То је довело до поремећаја, Римљани су подигли опсаду, а Хозроје I је опсео и заузео Дарас.